# Mistrzostwa Rumunii w rugby union (1920)
Mistrzostwa Rumunii w rugby union 1920 – piąte mistrzostwa Rumunii w rugby union. Zwyciężyła w nich po raz pierwszy drużyna SSEF București.
Niektóre z wyników meczów:
- SSEF - Sportul Studențesc 3:0 i 6:0
- SSEF - Stadiul Român 6:0
- SSEF - TCR 17:0
- Sportul Studențesc - Stadiul Român 6:5
- Stadiul Român - TCR 9:0